# Chimarra holzenthali
Chimarra holzenthali là một loài Trichoptera trong họ Philopotamidae. Chúng phân bố ở miền Tân bắc.